# Paratoxopoda zuskai
Paratoxopoda zuskai är en tvåvingeart som beskrevs av Ozerov 1993. Paratoxopoda zuskai ingår i släktet Paratoxopoda och familjen svängflugor. Inga underarter finns listade i Catalogue of Life.